# Cilindro fonográfico
O cilindro fonográfico é o mais antigo meio de armazenamento de áudio, utilizado pelo vibroscópio de Thomas Young, pelo fonoautógrafo de Leon Scott e pelo fonógrafo de Thomas Edison. Foi comercialmente utilizado para este fim desde a invenção de Edison, em 1877, até 1929, quando pararam de ser produzidos. Desde 1894, passa a enfrentar a concorrência do disco utilizado pela invenção de Berliner, o gramofone, que acabaria ganhando a competição e tornando-se o meio de armazenamento de áudio padrão do mercado da música até a ascensão do disco de vinil, em meados da década de 1940.

## História

### Antes da invenção do fonógrafo
A primeira invenção a gravar sons em um meio de armazenamento foi o vibroscópio, inventado por Thomas Young no início do século XIX, que já utilizava cilindros para realizar uma representação gráfica analógica das ondas acústicas. Também o fonoautógrafo, inventado por Leon Scott em 1857, utilizava o cilindro como meio de armazenamento através de um cone acústico, que captava as ondas sonoras, e de um diafragma, que traduzia aquelas ondas sonoras em movimento mecânico de uma agulha que, enfim, gravava o cilindro. Estes aparelhos, entretanto, não permitiam a reprodução do som gravado no cilindro, isto é, não possibilitavam que fosse feito o caminho inverso e a impressão do movimento mecânico da agulha fosse novamente transformada em som. Isto porque estes aparelhos preocupavam-se em possibilitar meios de estudo da acústica, não pretendendo reproduzir o som gravado, para qualquer fim.

### O fonógrafo
No fonógrafo, inventado por Thomas Edison em 21 de novembro de 1877, os cilindros eram gravados de forma análoga ao que já acontecia com o fonoautógrafo, mas, ao girar-se o cilindro ao contrário com o auxílio de outro tipo de agulha, o aparelho lia a informação sonora gravada no cilindro, reproduzindo o som. Porém, na invenção de Edison, o cilindro ficava conectado ao aparelho sendo confeccionado de uma folha de estanho contendo sulcos no fundo dos quais a gravação era armazenada. Embora abrisse a possibilidade da utilização comercial do som, a invenção de Edison teve dificuldades para ser comercializada por diversas razões: em primeiro lugar, o inventor pretendia que ela tivesse um uso mais prático, como o telefone ou o telégrafo, e não de entretenimento, e, também, por estar com suas forças voltadas para a divulgação da lâmpada incandescente.

### Os cilindros removíveis
Em 1879, Alexander Graham Bell e seu associado Charles Tainter começam a trabalhar em melhorias para o fonógrafo de Edison de modo a torná-lo comercialmente viável e, também, para conseguir modificá-lo a ponto de obterem patentes independentes. Em 1886, eles conseguem patentear um aparelho chamado grafofone que além de utilizar cilindros removíveis, isto é, os cilindros poderiam ser comercializados independentemente do aparelho, utilizava cilindros feitos de uma base de papelão coberta com cera (portanto, bem mais baratos que os cilindros de folha de estanho de Edison). Com o início da comercialização do grafofone para reprodução de música (em menor escala) e de ditados, Edison decide trabalhar novamente no fonógrafo criando um cilindro inteiramente de cera de carnaúba que resolve o problema de dilatação dos materiais no calor (devido à diferença dos coeficientes de dilatação do papelão e da cera, os cilindros quebravam facilmente), mas, com isso, quebra a patente de Bell.

### Sistemas de duplicação da gravação

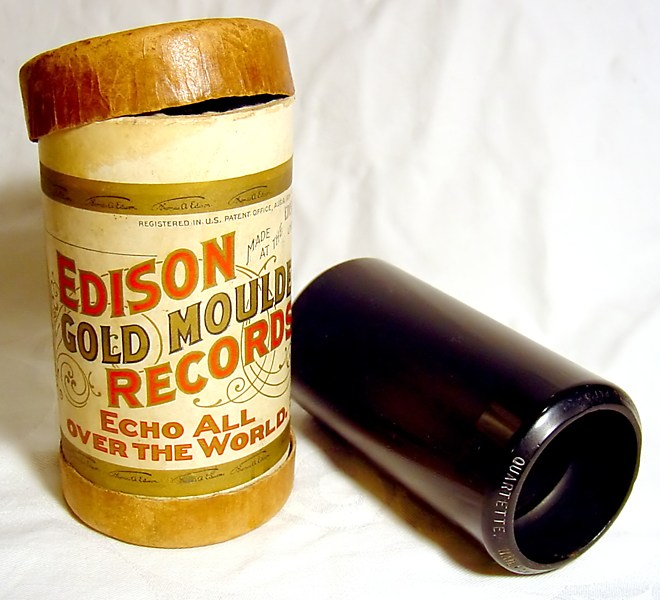
Os cilindros moldados a ouro de Edison

Um dos principais problemas para a comercialização dos cilindros era a dificuldade em reproduzi-los em série, o que tornava necessária a gravação artesanal dos cilindros consumindo muito tempo e dinheiro. Cada cilindro saía diferente do outro e dois cilindros com a mesma música executada pelo mesmo artista podiam ter diferenças consideráveis de qualidade. Para resolver estas dificuldades várias tecnologias foram inventadas como a moldagem e a reprodução pantográfica utilizada pela Pathé que propiciava a cópia de cinco cilindros por vez. A moldagem inicialmente desenvolvida é bem primitiva, feita a utilização da técnica da prensagem. Entretanto, em 1902, Edison desenvolve uma técnica de moldagem a ouro utilizando um processo eletrolítico.

### Desenvolvimentos tardios e a concorrência com o disco

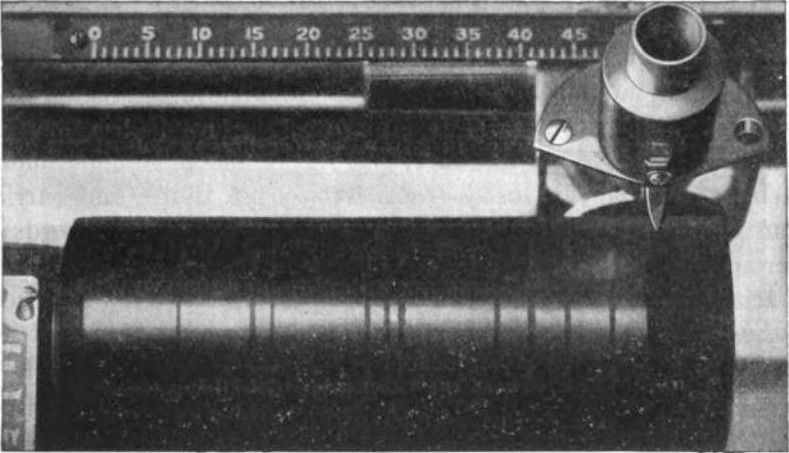
Cilindros usados em ditados

Outras inovações técnicas são inventadas ao longo dos anos para os cilindros, como: os inquebráveis, feitos em celulose e outros materiais; os de longa duração, entre 4 e 6 minutos; e os coloridos. Essas inovações chegariam aos discos apenas 50 anos depois. Além disso, os cilindros possibilitavam a sua reutilização através da raspagem da cera (o que criou um mercado secundário de cilindros já utilizados que eram vendidos para raspagem e cilindros raspados que eram vendidos para serem reutilizados) e a comercialização de cilindros virgens para a gravação doméstica (razão pela qual continuaram no mercado de ditados durante mais tempo que no de música). Estas inovações somadas a certas vantagens dos cilindros, que não apresentarem problemas de gravação no centro como os discos, que tem problemas para manter a velocidade de rotação no centro, mostram que não é por uma pretensa "pior qualidade sonora" que os cilindros perderam para o disco a importância de meio de armazenamento padrão da indústria, mas sim pelas inovações trazidas ao processo de produção e comercialização. O que os discos permitem é passar de um método de produção semi-artesanal (como o utilizado pelos cilindros) para outro industrial de massa. Além disso, na comercialização, o disco possibilita a existência do selo fonográfico, estampado em seu centro, bem como de "capas", e, também, a manutenção das qualidades básicas entre as diversas cópias, de modo que ele atinge as qualidades necessárias para ser considerado um produto.
Assim, por essas razões, as vendas dos cilindros vão caindo a partir da década de 1910 até deixarem de ser produzidos como meio de armazenamento de áudio pela indústria da música em 1929. Continuariam sendo utilizados, entretanto, para ditados até meados da década de 1950.

### Atualmente
Pequenas empresas de saudosistas, ainda hoje, lançam cilindros fonográficos gravados utilizando-se métodos mecânicos de gravação.